# Elliator

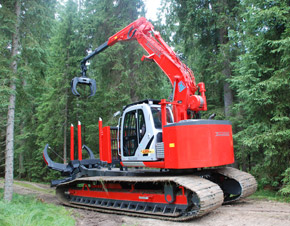
Elliator - E235B SR XXLc

Elliator ist eine Produktbezeichnung eines Herstellers. Es gibt vergleichbare Maschinen anderer Hersteller. Kennzeichnend ist ein breites Fahrwerk, wie es auch in der Moorkultur üblich ist.
Der Elliator ist eine Kombination aus einem Hydraulikbagger mit Kettenlaufwerk und einem Rückezug. Er kann neben Forstschleppern zu Holzrückearbeiten in der Wald- und Forstwirtschaft eingesetzt werden. Durch die große Auflagefläche seines Fahrwerks soll ein Elliator bei der Waldarbeit besonders bodenschonend zur Holzernte und für Holzbewegungen zu Forstwegen und Holzlagerplätzen eingesetzt werden können. Die Maschine wurde auf der Messe Interforst 2010 erstmals von der Firma EMB Baumaschinen (New Holland) vorgestellt. Zuvor wurde beim Forstbetrieb Neureichenau der Bayerischen Staatsforsten ein erfolgreicher Praxistest durchgeführt.

## Vergleich der Arbeitsweisen
In der Forstwirtschaft wird durch den Einsatz von Maschinen wie Forwarder, Holzvollernter, Hackschnitzelharvester die Arbeit erheblich erleichtert.
Das Holzrücken stellt hohe Anforderungen an die Forstmaschinen. Die vier- bis achträdrigen Schlepper bewegen sich im Waldgebiet überwiegend auf Forstwegen und den eigens freigeholzten Rückegassen. Das hohe Eigengewicht und die Punktbelastung der Räderfahrzeuge führen zu großen Bodenschäden, die von der Gleisbildung (Spurrinnen im Fahrweg) bis zum Grundbruch des Bodens reichen. Somit ist eine dauerhafte technische Befahrung der Rückegassen nicht gewährleistet. Unter anderem wird durch die Gleisbildung auch der Wasserverlauf von Quellen und auch Oberflächenwasser stark verändert, dies führt in Hanglagen zu erhöhter Bodenerosion.
Damit ist die Schonung des Waldbodens ein wichtiges Thema geworden.
Der Elliator mit dem Aussehen eines Baggers und der Unterkonstruktion eines pendelnden Kettenlaufwerks mit Ladefläche, Kran, Seilwinde oder anderen Zusatzwerkzeugen, verteilt sein Gewicht auf eine größere Aufstandsfläche und dadurch wird der Waldboden, bzw. die Rückegasse sehr geschont und eine ständige technische Befahrung der Rückegasse gewährleistet.

## Ausstattung und Einsatzbereich

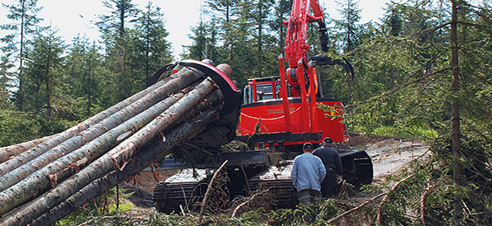
Elliator - E235B SR XXLc

Ein pendelndes Laufwerk sorgt für eine gute Verteilung der Last auf den Boden mit einer guten Standsicherheit und Bodenfreiheit. Um die Ladung möglichst waagerecht zu halten, ist der Rahmen schwimmend gelagert.
Für die Ausstattung von Elliatoren gibt es durch ein Baukastensystem viele Möglichkeiten:
- Doppelkopf-Seilwinde,
- Holzgreifer,
- Harvester-Kopf,
- Bodenstabilisierer,
- Brecherlöffel,
- Klemmbank,
- Erdbohrer zur Tiefenbohrung,
- Fräse,
- Hammer,
- Holzhäcksler,
- Holzfräse,
- Mischer,
- Abbruch-Greifer,
- Absauganlage,
- Ramme,
- Roderechen,
- Rüttelplatte,
- Teleskopstiel,
- Zange,
- Zerpulverer,
- Seilwinde,
- Variables Transportsystem – Abrollbrücken.

Je nach Einsatzort werden andere Bodenplatten in unterschiedlichen Größen oder Materialien verwendet. Die Kabinen sind hochfahrbar.
Für die Arbeit aus sicherer Entfernung gibt es Funkfernsteueranlagen mit 150 m Reichweite.
Der Elliator kann nicht nur in der Forst- und Rücketechnik, sondern auch für Pipelinebau, Kabel- u. Rohrleitungsbau, Abbruchbaustellen, Untertagebau, Garten- und Landschaftsbau, Autobahnbaustellen, Arbeiten in Mooren und Sümpfen, Zaunbau, Katastrophenschutz, Hochspannungsleitungsbau, Straßen- und Wegebau eingesetzt werden.
Zum Transport des Elliators nutzt man Tieflader.

## Arbeitsverfahren
Der Elliator arbeitet überwiegend auf Rückegassen. Durch seine Wendigkeit und dem
geringen Bodendruck werden die Schäden für den empfindlichen Waldboden auf ein Minimum reduziert. Neben der integrierten Seilwinde, dem Harvesterkopf, Transportfläche, einer Zange oder anderen Zusatzgeräten kann das Arbeitsgerät durch eine Funksteuerung aus sicherer Entfernung bedient werden. Das Holz, ob Kurz- oder Langholz wird anschließend geladen und an einen Lagerplatz im Wald transportiert.

## Auswirkungen auf die Waldarbeit
Der Holzrückeelliator kann durch seine Wendigkeit und der schonenden Fortbewegung in dichten und extrem nassen Bewaldungen, sowie im Moor (Nieder- und Hochmoor) eingesetzt werden und längere Wege zu Lagerplätzen zurücklegen. Dabei wird eine ständige technische Befahrung der Rückeweg gewährleistet.